# Andraé Crouch
Andraé Crouch (San Francisco, 1º luglio 1942 – Los Angeles, 8 gennaio 2015) è stato un compositore, cantautore e produttore discografico statunitense.

## Biografia
Fu pastore per la Church of God in Christ in una parrocchia di Pacoima (Los Angeles). Era fratello gemello di Sandra Crouch, anche lei cantante gospel.
Morì nel 2015 di infarto durante un ricovero in ospedale, resosi necessario per il trattamento di una polmonite.

## Discografia

### Andraé Crouch & The Disciples
- 1969: Take the Message Everywhere (Light)
- 1971: Keep on Singin' (Light)
- 1972: Soulfully (Light)
- 1973: Live at Carnegie Hall (Light)
- 1975: Take Me Back (Light)
- 1976: This Is Another Day (Light)
- 1978: Live in London (Light)

### Solista
- 1973: Just Andrae (Light)
- 1979: I'll Be Thinking of You (Light)
- 1981: Don't Give Up (Warner Bros.)
- 1982: Finally (Light)
- 1984: No Time to Lose (Light)
- 1986: Autograph (Light)
- 1994: Mercy (Qwest)
- 1997: Pray (Qwest)
- 1998: Gift of Christmas (Qwest)
- 2006: Mighty Wind (Verity)
- 2011: The Journey (Riverphlo Entertainment)
- 2013: Live in Los Angeles

### Collaborazioni
Ha lavorato come produttore o arrangiatore al fianco di artisti come Michael Jackson, Madonna, Quincy Jones, Diana Ross, Elton John, Rick Astley, Prefab Sprout e Mika.
Ha lavorato alla colonna sonora dei Il colore viola (1985), Il re leone (1994) e della serie televisiva Amen (1986-1991).

## Premi e riconoscimenti
Ha vinto sette Grammy Awards (in particolare nelle categorie dedicate al gospel), quattro GMA Dove Award, un ASCAP Award e altri premi.
Ha una stella sulla Hollywood Walk of Fame.